# Нафтогазова інфраструктура українського сектору Чорного моря
Нафтогазова інфраструктура українського сектору Чорного моря – сукупність нафтових платформ та трубопроводів, споруджених у економічній зоні України з метою розвідки та розробки родовищ вуглеводнів. 

## Платформи українського сектору
Станом на середину 2013-го облаштування родовищ українського сектору, які перебували в експлуатації, було здійснене за допомогою 14 платформ. Окрім цих споруд за попередню історію офшорного нафтогазовидобутку в українському секторі також існували платформи: 
- МСП-1 на Голіцинському родовищі;
- МСП-6 на Шмідтівському родовищі (наразі видобуток тут зупинений);
- МСП-19, споруджена наприкінці 1980-х у Каркінітській затоці в районі з глибиною моря 28 метрів для проведення розвідки на структурі Каркінітська, буріння на якій виявилось безуспішним.
Таблиця 1. Платформи родовищ, що знаходились у розробці станом на середину 2013 року
| Родовище      | Платформа1 | Видача продукції до | Кількість свердловин | Номери свердловин2                         | Майданчик для гелікоптерів3 |
| Голіцинське   | МСП-2      | МСП-4               | 4                    | 2, 13, 49, 50П                             | 23х26                       |
|               | МСП-4      | Берег               | 6                    | 1П, 4, 12, 51 – 53                         | 22х22                       |
|               | МСП-5      | МСП-4               | 4                    | 1П, 54 – 56                                | 23х26                       |
|               | МСП-18     | МСП-2               | 6                    | 10, 18, 72 – 75                            |                             |
|               | БК-10      | МСП-4               | 4                    | 86 – 89                                    |                             |
|               | БК-11      | МСП-2               | 4                    | 77 – 80                                    |                             |
|               | БК-13      | МСП-4               | 3                    | 90 – 92                                    |                             |
| Архангельське | ЦТП-7      | Берег               | 8                    | 10 – 17                                    | 25х25                       |
|               | БК-1       | ЦТП-7               | 12                   | 20 – 31                                    |                             |
| Штормове      | МСП-17     | ЦТП-7               | 23                   | 9, 11 – 17, 18П, 27 – 29, 31 – 34, 38 – 44 | 23х23                       |
|               | БК-23      | МСП-17              | 9                    | 21 – 26, 30П, 36 -37                       | 22,5х22,5                   |
| Одеське       | БК-1       | МСП-4               | 10                   | 1П, 6, 10 – 12, 21, 22, 41 – 43            |                             |
|               | БК-2       |                     | 6                    | 13 – 15, 23 – 25                           |                             |
|               | БК-3       | БК-2                | 3                    | 16, 17, 26                                 |                             |

1 Абревіатура БК позначає блок-кондуктор – радянський термін для платформи для розміщення фонтанних арматур (wellhead platform)
2 Частина свердловин Одеського родовища, зокрема, всі на платформі БК-3, була пробурена після анексії Криму Росією
3 Розмір у метрах. Усі майданчики для гелікоптерів здатні приймати повітряні судна вагою до 12,8 тонн

## Трубопроводи українського сектору
У першій половині 2010-х сформувалось два маршрути видачі продукції з офшорних газових родовищ у північно-західній частині Чорного моря до Криму:
- Одеське родовище – Голіцинське родовище – крановий вузол у бухті Очеретай. На цьому маршруті спершу в 1980 – 1983 роках проклали газопровід довжиною 66 км та діаметром 426 мм між платформою МСП-4 та узбережжям, через який розпочалась видача продукції Голіцинського родовища. В подальшому між МСП-4 та узбережжям спорудили другу нитку такого ж діаметру та довжиною 63 км. Певний час через цю систему також надходила продукція зі Шмідтівського родовища (платформа МСП-6), проте наразі останнє вже зупинене. А у 2012-му трубоукладальне судно «Капітан Булгаков» здійснило прокладання газопроводу довжиною 83 км між платформами БК-1 Одеського та МСП-4 Голіцинського родовищ, при цьому глибина моря становила до 100 метрів. В межах цього ж проекту для перекачування додаткових об'ємів блакитного палива між МСП-4 та бухтою Очеретай проклали третю нитку довжиною 69 км;
- Штормове родовище – Архангельське родовище – крановий вузол у бухті Очеретай. На цьому напрямку спершу в 1992 році розпочалась розробка Архангельського родовища, розташовану на якому платформу ЦТП-7 з’єднали з тією ж бухтою Очеретай на завершенні півострова Тарханкут за допомогою газопроводу довжиною 54 км та діаметром 426 мм. А вже у 1993-му почався видобуток із розташованого далі від узбережжя Штормового родовища, встановлена на якому платформа МСП-17 сполучена з тільки що згаданою ЦТП-7 Архангельського родовища трубопроводом довжиною 20 км.
Від кранового вузла у бухті Очеретай продукція родовищ транспортується по газопроводу Берег – Глібовка.

## Додаткова інформація у розрізі родовищ

### Споруди Голіцинського родовища
Перша придатне для офшорного розвідувального буріння судно з’явилось у СРСР на Чорному морі лише наприкінці 1970-х, тому для вивчення перспективної структури Голіцина в 1971 році звели морську стаціонарну платформу «Голіцино-1» (МСП-1). Її металоконструкції споруджували на Херсонському суднобудівному заводі, після чого доправляли до обраного для платформи місця та монтували, для чого задіяли ліхтер «М. Горький», плавучий кран «Черноморец-8» та буксири «Прометей», «Гремучий» і «Очаковец». В 1975-му буріння з «Голіцино-1» нарешті призвело до відкриття газового родовища, при цьому вже з 1974-го велось будівництво морської стаціонарної платформи «Голіцино-4» (МСП-4).
Під час будівництва наступних платформ їхні конструкції збирали в Сухому лимані під Одесою (порт Іллічівськ, наразі Чорноморськ), а у транспортуванні та монтажі брали участь плавучий кран «Черноморец-15», ліхтер «Черноморское», буксири «Бдительный» (колишнє китобійне судно) та «Прометей».
Розробку Голіцинського родовища почали в 1983-му із платформ МСП-2 та МСП-4, а у підсумку тут встановили не менше 7 платформ, з яких 3 призначались лише для розміщення фонтанних арматур (блок-кондуктори). Внутрішньопромисловий транспорт газу на родовищі організували по перемичках до МСП-4 від МСП-2 (довжина 14 км, діаметр 325 мм), МСП-5 (дві нитки довжиною по 3 км з діаметром 325 мм), БК-10 (довжина 1,5 км, діаметр 159 мм) та БК-13, тоді як на МСП-2 надходить газ по перемичках від МСП-18 (довжина 5 км, діаметр 325 мм) та БК-11 (довжина 3,4 км).
Станом на початок 2010-х БК-11 знаходилась на консервації. В травні 2011-го цю платформу знову ввели в експлуатацію, при цьому на ній пробурили 4 нові свердловини (роботи виконали за допомогою СПБУ «Таврида») та проклали новий газопровід довжиною 3,4 км.

### Споруди Архангельського родовища
Первісно тут діяла одна платформа ЦТП-7 (центральна технологічна платформа). В 2011-му на родовищі в районі з глибиною моря 51 метр додатково спорудили платформу для фонтанних арматур БК-1, верхня частина якої (палубний блок) важила 260 тонн. Для видачі продукції БК-1 сполучили з ЦТП-7 газопроводом довжиною 2 км та діаметром 325 мм (після цього протягом року СПБУ «Таврида» пробурила тут 11 свердловин).

### Споруди Штормового родовища
Внутрішньопромисловий транспорт газу на родовищі забезпечує трубопровід довжиною 3,7 км та діаметром 325 мм, яким забезпечили видачу продукції з платформи БК-23 на МСП-17.

### Споруди Одеського родовища
У жовтні 2006-го кранові судна «Богатир» та «Нептун-3» здійснили монтаж першої платформи родовища, якою стала БК-1. Роботи ускладнював шторм, на час якого палубний блок довелось завести до устя Дунаю. Через нестачу коштів подальше освоєння родовища затрималось на кілька років і лише в 2012-му БК-1 сполучили газопроводом із наявною інфраструктурою Голіцинського родовища.
У 2012 році провели складання елементів конструкцій ще двох платформ БК-2 та БК-3, а в квітні 2013-го здійснили їх монтаж у морі. До робіт залучили кранові судна «Богатир» та «Нептун-3», а також буксири «Мис Тарханкут», «Центавр» та «Іня». Загальна вага платформи (опорний блок, через який забили сваї, проміжний опорний елемент та палубний блок) становить понад 1 тис. тонн, а висота понад 60 метрів (глибина моря в районі БК-3 становить 43 метра). Того ж року БК-3 та БК-2 сполучили газопроводом довжиною 6,5 км.
Планувалось, що для облаштування розташованого дещо північніше Безіменного родовища прокладуть газопровід між запланованою у проекті для розробки останнього платформою БК-4 та платформою БК-1 Одеського родовища.